# Salonsaari (ö i Päijänne-Tavastland, Asikkala)
Salonsaari är en ganska stor ö i södra delen av Päijänne i Finland. Den ligger i sjön Asikkalanselkä och i kommunen Asikkala i den ekonomiska regionen  Lahti  och landskapet Päijänne-Tavastland, i den södra delen av landet, 120 km norr om huvudstaden Helsingfors. Öns area är 16,72 kvadratkilometer och dess största längd är 7,5 kilometer i öst-västlig riktning.